# 狹山池 (大阪府)
狭山池是一座位於大阪府大阪狹山市大字岩室的人工湖，是日本歷史最久的人工儲水池。

## 概述
河內國西部丘陵地帶地勢高，且距離石川、大和川等河川較遠，長久以來一直缺水灌溉，在今日狭山池附近也還有許多小型儲水池。
飛鳥時代初期，日本朝廷在西除川（天野川）和三津屋川（熊川）的交匯處附近修建了水壩，但具體修建年份不詳（範圍從公元4世紀到7世紀間）。在《古事記》和《日本書紀》中也都有提到狭山池，池中供奉著狹山池神社（龍神社）。
到1704年大和川改道工程完工為止，狭山池灌溉周邊80個村莊、約55,000石。經過多次改修，以及1988年起歷經10餘年改建為水庫，今日狭山池兼具防洪功能，同時周邊區域也開發為公園。大阪縣立狹山池博物館於2001年在池北側開館，館內保存和展示舊狹山池資料，並展出改建工程中切下的堤岸橫截面。
從南海高野線的狹山站到大阪狹山市站，可以在電車上看到狹山池周圍被樹木環繞的堤岸和博物館，但看不到水面。

## 歷史年表
《日本書紀》記載：「河内の狭山の植田水少なし……其れ多に池溝を開きて民業を寛かにせよ」
《古事記》記載：「印色入日子命、血沼池又狭山池を作る」
1600年：在池東岸建立了狹山藩（後北条氏）的陣屋。
1941年：被指定為大阪府第一號史蹟名勝。
1952年：開始舉辦競艇比賽，於1955年停辦，翌年競艇場地移到住之江競艇場。
2010年3月25日：入選農林水產省的儲水池百選。
2014年：被國際灌溉排水委員會登錄為灌溉設施遺產。
2015年3月10日：被指定為國家史跡。

### 修建年表
731年：由行基主導改修。
762年：由朝廷主導改修，動員83,000人修復堤防。
1202年：由重源主導改修。記載在重源的《南無阿彌陀佛作善集》中，當時建立的「重源狭山池改修碑」仍在。
1608年：在豐臣秀賴指示下由片桐且元改修（慶長大改修）。
1986年～2002年：1982年因颱風貝絲帶來水災，改建為水庫（平成大改修）。

## 漁業
狹山池擁有鯽魚、鯉魚、鯰魚、泥鰍、蝦子等物種，過去以拖網、投網、延繩釣和垂釣等方式捕捉。狹山池也是著名的西太公魚垂釣地點，尤其是在冬季。昭和33年（1958年）成立狹山池觀光有限公司，開始對垂釣者進行收費。但是到了昭和40年代魚卵變得難以獲得，加上水質惡化、孵化率下降，而不再養殖西太公魚。其他魚種也因黑鱸、藍鰓太陽魚的入侵而受影響，狹山池的釣客逐漸減少，昭和60年代已不再進行人工養殖。在平成大改修工程後，根據《大阪狹山市都市公園條例》，狹山池現在完全禁止釣魚。

## 接續河川

### 流入河川
西除川、三津屋川（西除川上游部分又稱為天野川）

### 流出河川
西除川、東除川（兩者皆流入大和川）

## 文化資產
國家指定文化財：大阪府狭山池出土木樋、重源狭山池改修碑
日本國史跡：狭山池
大阪府指定有形文化財：狭山池石樋蓋
大阪狭山市指定有形文化財：狭山池中樋放水部石棺群

## 另見
- 大阪府立狹山池博物館

## 外部連結
- 狭山池埋蔵文化財編 （页面存档备份，存于） - 南河内考古學研究所
- 狭山池ダム （页面存档备份，存于） - 大阪府官方網站介紹
- Osaka Prefectural Government information home page （页面存档备份，存于） （日語）
- Osakasayama home page （页面存档备份，存于） （日語）
- Osaka official tourist information （页面存档备份，存于） （日語）
- Osaka Prefectural Sayamaike Museum （页面存档备份，存于） （日語）